# Rudy Lawless
Rudy Lawless (New York, 1932 of 1933 - 21 februari 2017) was een Amerikaanse jazzdrummer.
Lawless was overwegend autodidact, wel had hij lessen bij Roy Haynes. Op zijn zestiende toerde hij met Eddie Durham. In 1960 maakte hij in New York zijn eerste plaatopnames, met Jimmy Neely (Misirlou). In de jaren zestig werkte hij met onder anderen Betty Roche, Etta Jones, Junior Mance en Freddie McCoy (Spider Man, 1966), met Mary Lou Williams had hij een klus in jazzclub Hickory House in 52nd Street. In de jaren zeventig speelde hij onder meer met Hazel Scott en Dakota Staton. Van 1988 tot 1990 woonde de drummer in Tokio. Na zijn terugkeer in New York trad hij regelmatig op met eigen bands in clubs, met vocalisten als Keisha St. Joan en George Jackson. Tevens drumde hij in jazzclub Le Cave On First, in het trio van Donald Smith. In 2015 nam hij op met de pianist Danny Mixon (Pass It On), daarna moest hij om gezondheidsredenen zijn muzikale loopbaan beëindigen. Hij overleed in 2017 in een ziekenhuis. In de jazz deed hij in de jaren 1960-2015 mee aan 14 opnamesessies.

## Weblinks
- Portret bij Drum magazine
- Rudy Lawless op Discogs

- Library of Congress Control Number: no2003003772
- Virtual International Authority File: 78458984
- WorldCat: E39PBJqQBkgvXc7kxTpg94BHG3